# Кашатазький район
Кашатазький район (вірм. Քաշաթաղի շրջան) — колишня адміністративна одиниця у складі невизнаної Нагірно-Карабаської Республіки.
Адміністративний центр — Лачин.

## Географія
На південному сході межував з Гадрутським районом, на сході з Шушинським районом, на північному сході з Аскеранським районом, на півночі з Мартакертським районом, на північному заході з Шаумянівським районом, на заході з Сюніком, а на півдні з Іраном.
Район був розташований на заході та південному заході Нагірно-Карабаської Республіки. Попри те, що район була найбільшим у Республіці, густота населення була однією з найменших. Найбільшими річками були: Аракс, Воротан, Акарі, Ахавно та Вохджі. Серед інших річок слід зазначити такі: Цав, Хдранц, Єгвард, Царадзор, Каркарот, Хрогет, Хочантс, Ахбрагет, Вахазно, Хачгетік, Покр Акарі та Інджа. Переважна більшість річок є притоками Акарі, яка є лівим притоком Араксу. Інші річки самі є лівими притоками Араксу.

## Транспорт

### Автомобільний
Через Кашатазький район проходить найякісніша траса в Нагірному Карабасі. Вона з'єднує Степанакерт та Єреван. Під час війни цю дорогу називали «доро́гою життя», оскільки саме дорога через Лачинський коридор у 1992 р. зняла блокаду з Нагірного Карабаху.
У зв'язку з тим, що район великий, а щільність населення мала, інших доріг високої якості в районі не було.
З 2010 р. запроваджені автобусні маршрути з районного центру Бердзору до Ковсакана, Шалуа та Єзнаґомера.

### Залізничний
На півдні району проходить залізнична гілка Мегрі — Міджнаван — Горадіз та Капан — Міджнаван, які остаточно припинили своє функціонування на початку 1990-их рр. Наразі перспектив відновлення залізничного руху нема.

## Населення
Фактично майже все населення району складається з біженців та внутрішньо переміщених осіб. Відповідно до перепису населення НКР у 2005 році, населення району становило 9 763 осіб. Район складався з трьох міст: Бердзор, Міджнаван та Ковсакан, а також з близько 100 сіл.

## Пам'ятки історії та архітектури

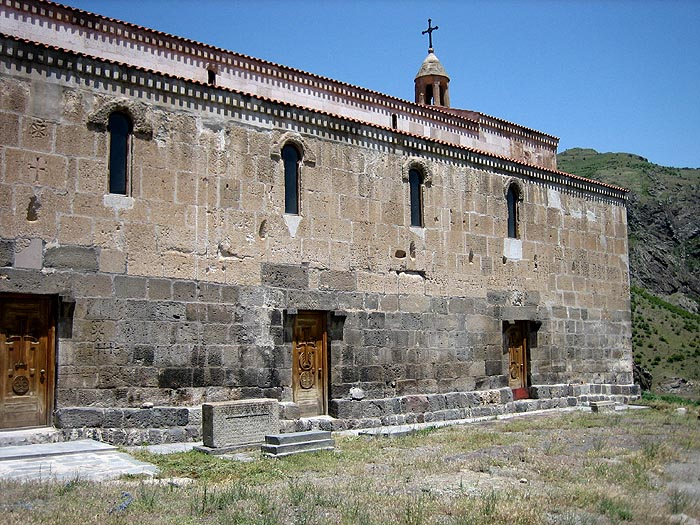
Монастир Цицернаванк

- Монастир Ціцернаванк;
- Монастир Арахіш;
- Монастир Дзохадзор;
- Фортеця Воротнаберд;
- Фортеця Крваберд;
- Фортеця Шушанц;
- Монастир Амутех;

та інші